# Mezgérfélék
A mezgérfélék (Phloeostichidae) a rovarok (Insecta) osztályában a bogarak (Coleoptera) rendjébe, azon belül a mindenevő bogarak (Polyphaga) alrendjébe tartozó család.

## Elterjedésük és rendszerezésük
Ausztráliában, Chilében és a palearktikus faunatartományban terjedtek el.
A családba 4 nem és 8 faj tartozik,
- Phloeostichus Redtenbacher, 1842
  - Phloeostichus denticollis Redtenbacher, 1842  – Közép-Európa és Kelet-Szibéria
- Rhopalobrachium Boheman, 1858
  - Rhopalobrachium clavipes  Boheman, 1858 – Chile
  - Rhopalobrachium crowsoni Lawrence, 1995  – Ausztrália
  - Rhopalobrachium penai Lawrence, 1995  – Chile
- Hymaea Pascoe, 1869
  - Hymaea magna Sen Gupta & Crowson, 1966 – Ausztrália
  - Hymaea parallela Carter, 1936 – Ausztrália
  - Hymaea succinifera Pascoe, 1869 – Tasmania
- Bunyastichus Leschen, Lawrence & Ślipiński, 2005
  - Bunyastichus monteithi Leschen, Lawrence & Ślipiński, 2005 – Ausztrália

## Fordítás
- Ez a szócikk részben vagy egészben  a   Phloeostichidae című norvég Wikipédia-szócikk fordításán alapul.  Az eredeti cikk szerkesztőit annak laptörténete sorolja fel. Ez a jelzés csupán a megfogalmazás eredetét és a szerzői jogokat jelzi, nem szolgál a cikkben szereplő információk forrásmegjelöléseként.